# リディル
リディルは日本の競走馬。おもな勝ち鞍は2009年のデイリー杯2歳ステークス、2011年のスワンステークス。
馬名の由来は北欧神話に出てくる剣名リジルから。母はエリモシックの全妹で現役時代7勝を挙げたエリモピクシー。

## 経歴

### 2009年（2歳）- 2010年（3歳）
2009年8月23日に小倉競馬場の新馬戦（芝1800メートル）でデビュー。2番人気の支持を受けたが、パドックで馬っ気を出すなどし、7着に終わる。鞍上に小牧太を迎えての未勝利戦では、やや評価を落とした2番人気ながらも好位から抜け出し初勝利を挙げる。
3戦目は10月17日のデイリー杯2歳ステークスに出走し1番人気に支持される。レースでは直線大外からの末脚（上がり3ハロン33秒8）で、ゴール前でエイシンアポロンを捕らえ重賞初制覇。次走は朝日杯フューチュリティステークスを予定していたが、11月13日に放牧先の鳥取県・大山ヒルズで左第1趾骨複骨折を発症し、11月16日に栗東トレーニングセンター競走馬診療所で螺子固定術による整復手術が行われた。全治まで1年以上かかり、2010年を棒に振った。

### 2011年（4歳）

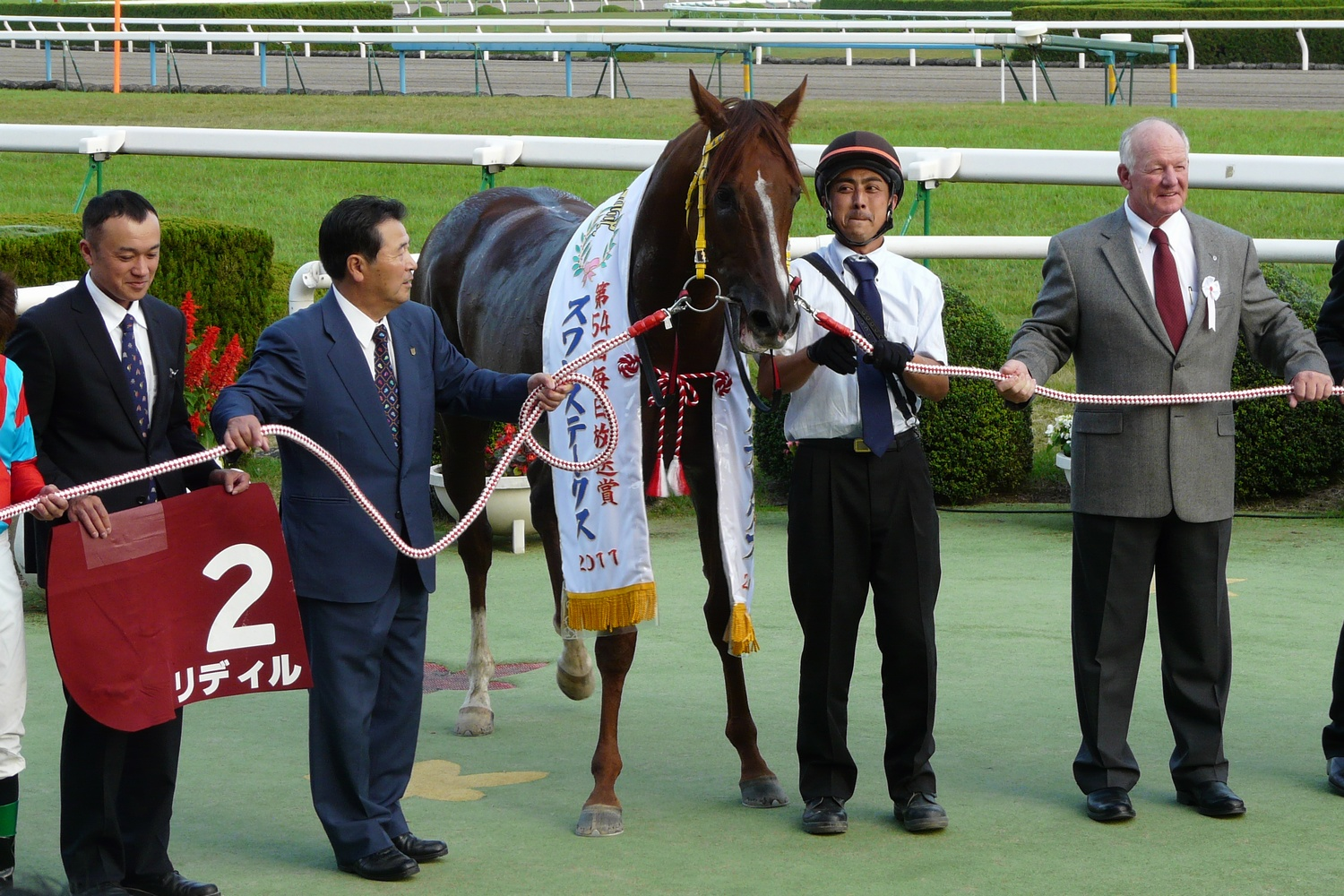
スワンステークス

ニューイヤーステークスに登録を行ったものの除外され、白富士ステークスで復帰し2着、洛陽ステークスでも2着となった。大阪杯では先団を追走したが直線で伸びあぐねて8着に終わった。谷川岳ステークスでは3番手に付けると、残り400mあたりで先頭に立ち後続の追撃を振り切って勝利した。次走の安田記念では中団追走も直線で伸び切れず7着に終わった。米子ステークスでは好スタートから押し出されるように先頭に立つが、3番手に下げると直線で前を捕らえ、最後に大外から伸びたスピリタスを3/4馬身差しのぎ勝利した。スワンステークスでは道中好位を追走すると、直線で逃げ粘るジョーカプチーノを捕らえ1馬身1/4差をつけて快勝した。本番のマイルチャンピオンシップは好位集団でレースを進めたが引っ掛かってしまい14着と大敗した。阪神カップでは好位に控えたが直線で伸びず11着に終わった。
2012年は2月に左前脚球節炎を発症したこともあり一度も出走せず、11月23日に競走馬登録を抹消された。引退後は福島県南相馬市の大瀧馬事苑で乗馬となる。

## 競走成績
| 競走日     | 競馬場 | 競走名         | 格    | 距離（馬場）  | 頭数 | オッズ （人気） | 着順 | タイム （上り3F） | 着差 | 騎手     | 斤量 [kg] | 1着馬（2着馬）         |
| ---------- | ------ | -------------- | ----- | ------------- | ---- | --------------- | ---- | ----------------- | ---- | -------- | --------- | ---------------------- |
| 2009.08.23 | 小倉   | 2歳新馬        |       | 芝1800m（良） | 12   | 04.5（02人）    | 07着 | 1:51.0 (35.4)     | -0.8 | 幸英明   | 54        | リルダヴァル           |
| 0000.09.13 | 阪神   | 2歳未勝利      |       | 芝1600m（稍） | 16   | 06.8（02人）    | 01着 | 1:34.8 (34.6)     | -0.3 | 小牧太   | 54        | （フォースフルバイオ） |
| 0000.10.17 | 京都   | デイリー杯2歳S | JpnII | 芝1600m（良） | 13   | 02.9（01人）    | 01着 | 1:33.7 (33.8)     | -0.0 | 小牧太   | 55        | （エイシンアポロン）   |
| 2011.01.29 | 東京   | 白富士S        | OP    | 芝2000m（良） | 10   | 06.2（03人）    | 02着 | 2:01.1 (33.3)     | -0.0 | 内田博幸 | 55        | カリバーン             |
| 0000.02.20 | 京都   | 洛陽S          | OP    | 芝1600m（稍） | 16   | 01.7（01人）    | 02着 | 1:35.3 (36.4)     | -0.7 | 小牧太   | 56        | キングストリート       |
| 0000.04.03 | 阪神   | 産経大阪杯     | GII   | 芝2000m（良） | 15   | 13.9（06人）    | 08着 | 1:58.6 (35.4)     | -0.8 | 武豊     | 57        | ヒルノダムール         |
| 0000.05.01 | 新潟   | 谷川岳S        | OP    | 芝1600m（稍） | 15   | 03.0（01人）    | 01着 | 1:32.8 (34.1)     | -0.2 | 中舘英二 | 56        | （スズジュピター）     |
| 0000.06.05 | 東京   | 安田記念       | GI    | 芝1600m（良） | 18   | 34.2（12人）    | 07着 | 1:32.3 (34.3)     | -0.3 | 中舘英二 | 58        | リアルインパクト       |
| 0000.07.03 | 京都   | 米子S          | OP    | 芝1600m（良） | 11   | 01.5（01人）    | 01着 | 1:33.3 (33.3)     | -0.1 | 小牧太   | 56        | （スピリタス）         |
| 0000.10.29 | 京都   | スワンS        | GII   | 芝1400m（良） | 18   | 03.1（01人）    | 01着 | 1:19.4 (33.6)     | -0.2 | 小牧太   | 57        | （ジョーカプチーノ）   |
| 0000.11.20 | 京都   | マイルCS       | GI    | 芝1600m（稍） | 18   | 04.5（02人）    | 14着 | 1:35.0 (36.1)     | -1.1 | 小牧太   | 57        | エイシンアポロン       |
| 0000.12.17 | 阪神   | 阪神C          | GII   | 芝1400m（良） | 18   | 04.7（02人）    | 11着 | 1:21.5 (35.9)     | -1.0 | 小牧太   | 57        | サンカルロ             |

## 血統
| リディルの血統サンデーサイレンス系 / 5代目までに生じたクロスなし | リディルの血統サンデーサイレンス系 / 5代目までに生じたクロスなし | リディルの血統サンデーサイレンス系 / 5代目までに生じたクロスなし | （血統表の出典） | （血統表の出典） |
| 父 アグネスタキオン 1998 栗毛                                    | 父の父*サンデーサイレンス Sunday Silence 1986 青鹿毛             | Halo                                                             | Hail to Reason   | Hail to Reason   |
| 父 アグネスタキオン 1998 栗毛                                    | 父の父*サンデーサイレンス Sunday Silence 1986 青鹿毛             | Halo                                                             | Cosmah           |                  |
| 父 アグネスタキオン 1998 栗毛                                    | 父の父*サンデーサイレンス Sunday Silence 1986 青鹿毛             | Wishing Well                                                     | Understanding    | Understanding    |
| 父 アグネスタキオン 1998 栗毛                                    | 父の父*サンデーサイレンス Sunday Silence 1986 青鹿毛             | Wishing Well                                                     | Mountain Flower  |                  |
| 父 アグネスタキオン 1998 栗毛                                    | 父の母アグネスフローラ 1987 鹿毛                                 | *ロイヤルスキー                                                  | Raja Baba        | Raja Baba        |
| 父 アグネスタキオン 1998 栗毛                                    | 父の母アグネスフローラ 1987 鹿毛                                 | *ロイヤルスキー                                                  | Coz o'Nijinsky   |                  |
| 父 アグネスタキオン 1998 栗毛                                    | 父の母アグネスフローラ 1987 鹿毛                                 | アグネスレディー                                                 | *リマンド        | *リマンド        |
| 父 アグネスタキオン 1998 栗毛                                    | 父の母アグネスフローラ 1987 鹿毛                                 | アグネスレディー                                                 | イコマエイカン   |                  |
| 母 エリモピクシー 1998 鹿毛                                      | 母の父*ダンシングブレーヴ Dancing Brave 1983 鹿毛                | Lyphard                                                          | Northern Dancer  | Northern Dancer  |
| 母 エリモピクシー 1998 鹿毛                                      | 母の父*ダンシングブレーヴ Dancing Brave 1983 鹿毛                | Lyphard                                                          | Goofed           |                  |
| 母 エリモピクシー 1998 鹿毛                                      | 母の父*ダンシングブレーヴ Dancing Brave 1983 鹿毛                | Navajo Princess                                                  | Drone            | Drone            |
| 母 エリモピクシー 1998 鹿毛                                      | 母の父*ダンシングブレーヴ Dancing Brave 1983 鹿毛                | Navajo Princess                                                  | Olmec            |                  |
| 母 エリモピクシー 1998 鹿毛                                      | 母の母エリモシューテング 1984 黒鹿毛                             | *テスコボーイ                                                    | Princely Gift    | Princely Gift    |
| 母 エリモピクシー 1998 鹿毛                                      | 母の母エリモシューテング 1984 黒鹿毛                             | *テスコボーイ                                                    | Suncourt         |                  |
| 母 エリモピクシー 1998 鹿毛                                      | 母の母エリモシューテング 1984 黒鹿毛                             | *デプグリーフ                                                    | Vaguely Noble    | Vaguely Noble    |
| 母 エリモピクシー 1998 鹿毛                                      | 母の母エリモシューテング 1984 黒鹿毛                             | *デプグリーフ                                                    | *デプス F-No.9-f |                  |

- 母の全姉にエリザベス女王杯を制したエリモシックがいる。
- 半弟に2011年デイリー杯2歳ステークスなど重賞6勝のクラレント（父ダンスインザダーク）、2015年京阪杯を制したサトノルパン（父ディープインパクト）がいる。
- 全弟に2015年マイラーズカップ、関屋記念を制したレッドアリオンがいる。